# Embalse de Talla
El embalse de Talla es un embalse localizado a un kilómetro y medio de Tweedsmuir, en los Borders del sur de Escocia, en Reino Unido. Se trata de una presa alimentada por las aguas del río Talla y de la cercana presa de Fluid . Fue inaugurado en 1899. Para transportar los materiales de su construcción se proyectó el Ferrocarril de Talla.

## Historia
A finales del siglo XIX, los ingenieros de la Edinburgh and District Water Trust identificaron el área alrededor del antiguo lago de Talla en las colinas encima de Tweedsmuir, en los Borders escoceses, como un lugar idóneo para construir una nueva presa para hacer frente a la creciente demanda de agua de la ciudad de Edimburgo, situada a unos 45 kilómetros al norte.
A mediados de los años 1890, las tierras fueron compradas a los administradores del conde de Wemyss y March Estates por 20.000 libras esterlinas.
La construcción fue llevada a cabo por James Young & Sons. El 29 de septiembre de 1897 se puso la primera piedra y comenzó la construcción de Victoria Lodge en la zona sur. El edificio es ahora una casa particular. Los materiales fueron subidos desde allí a la construcción mediante una especie de funicular llamado Blondin en honor del famoso equilibrista francés Charles Blondin.
Los materiales empleados incluían piedra y grava de canteras de North Queensferry y Craigleith. Las tuberías, válvulas hidráulicas y equipos de bombeo se transportaron desde el centro de Escocia. La mezcla de arcilla, grava y arena usada para impermeabilizar (que fue perfeccionada por el constructor de canales James Brindley) era de la zona de Carluke. Para la construcción de la presa se transportaron más de 100.000 toneladas de material y en las obras murieron al menos 30 trabajadores -la mayoría de ellos irlandeses- que están enterrados en el cementerio de Tweedsmuir.
Las obras se completaron a finales de 1904 y el Talla Water fue desviado al embalse el 20 de mayo de 1905. La ceremonia oficial de inauguración tuvo lugar el 28 de septiembre y fue presidida por Lady Cranston, esposa del alcalde.